# William S. Cowherd
William Strother Cowherd, född 1 september 1860 i Jackson County, Missouri, död 20 juni 1915 i Pasadena, Kalifornien, var en amerikansk politiker (demokrat). Han var ledamot av USA:s representanthus 1897–1905.
Cowherd efterträdde 1892 Benjamin Holmes som borgmästare i Kansas City och efterträddes 1894 av Webster Davis.
Cowherd tillträdde 1897 som kongressledamot och efterträddes 1905 av Edgar C. Ellis.
Cowherd ligger begravd på Lee's Summit Cemetery i Lee's Summit.